# Canal del Roine a Seta
El Canal del Roine a Seta és un canal hidràulic de França que uneix l'estany de Thau, a l'altura de Seta al riu Roine a Bellcaire. Més enllà de l'estany de Tau es prolonga a través del Canal del Migdia cap a Tolosa. El canal té la consideració de gran tonatge per part de Voies navigables de France que en té la gestió. Serveix per a la navegació de plaer i turística amb petites barques, també permet la pràctica del rem en diversos llocs del recorregut.

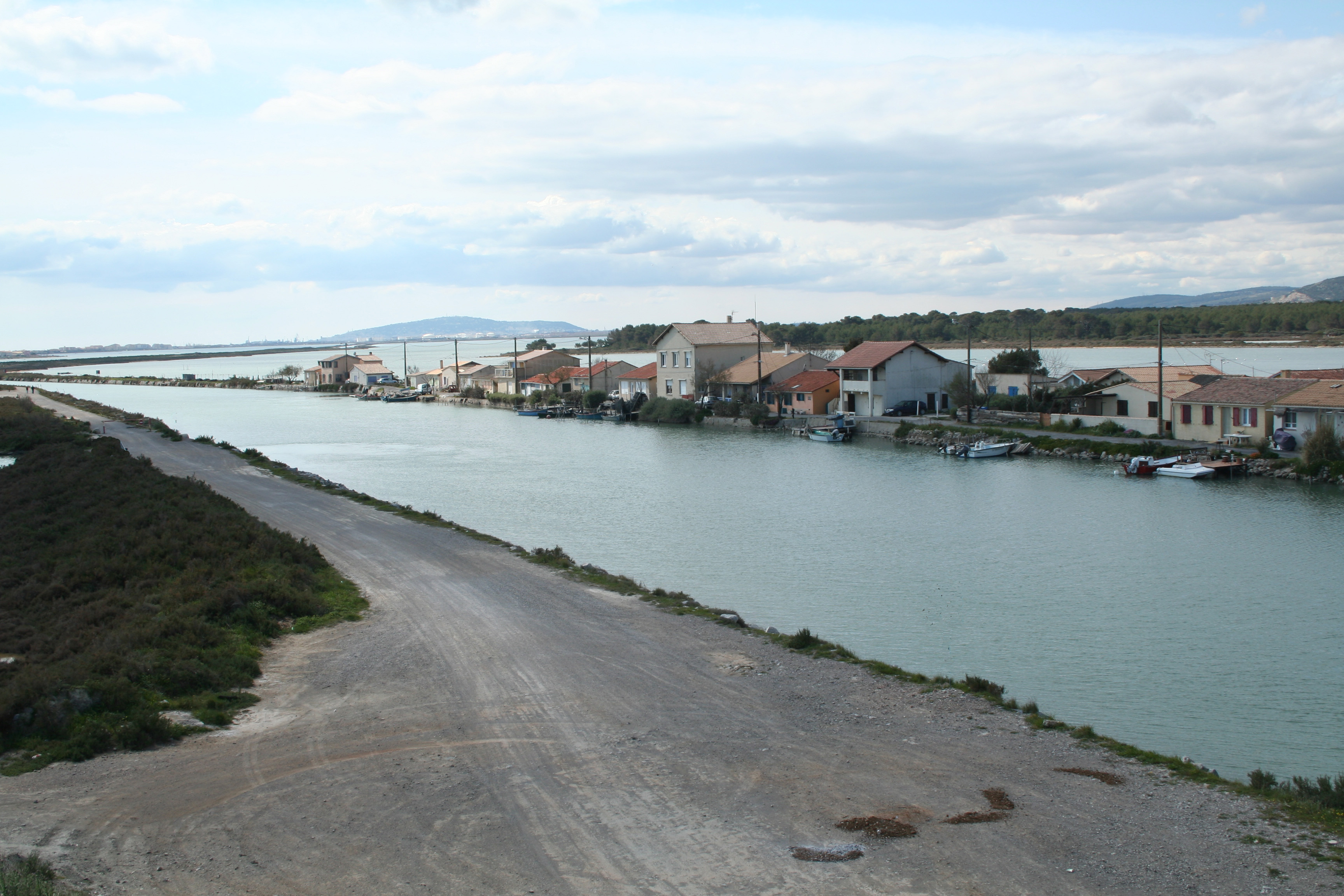
El canal als Aresquiers, entre dos estanys, a l'altura de Vic-la-Gardiole). A l'horitzó, Seta.

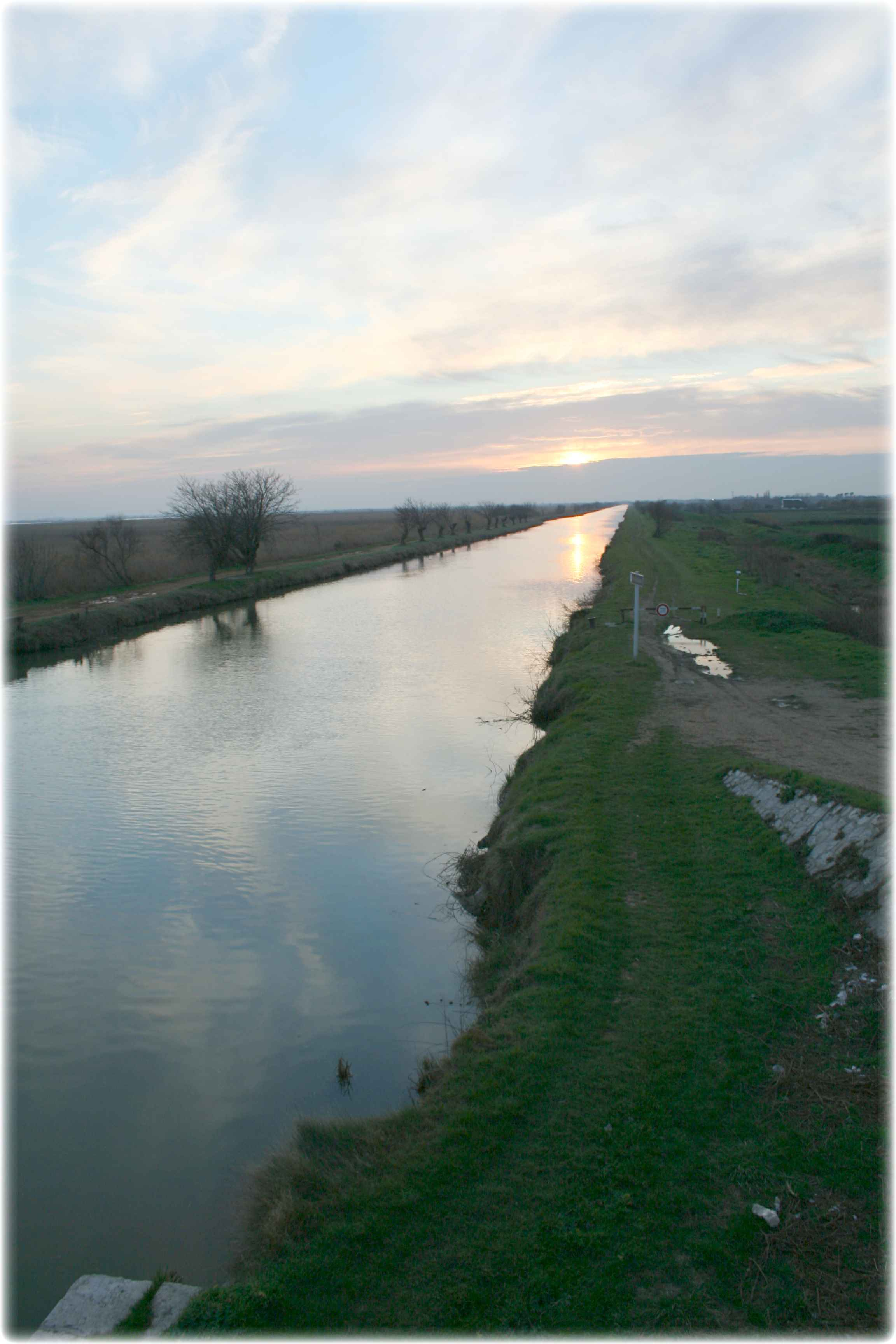
Le canal près de Franquevaux dans une zone de plaine au sud du Gard.

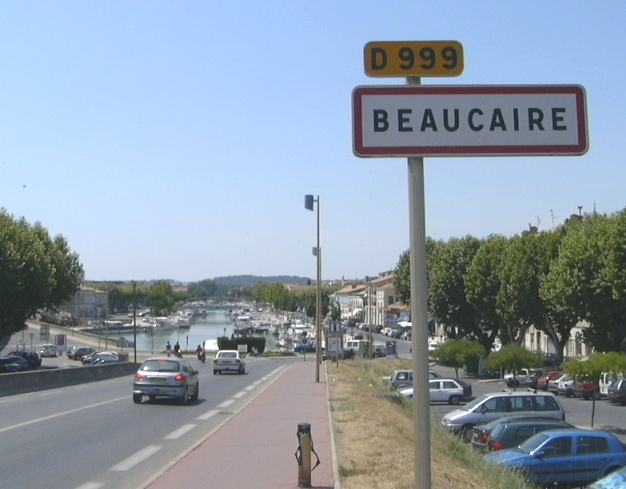
El canal a Bellcaire, al costat de la connexió amb el Roine

## Història
Els treballs van començar a principis del segle xviii per tal de prolongar el Canal del Migdia. Llavors s'anomenava Canal dels Estanys, ja que travessava els estanys costaners en la part sud. El 1789 es va arribar a Sant Geli i poc després s'unia amb el Roine a Beaucaire.

## Recorregut
El recorregut del canal es pot dividir en dues parts:
- Al departament de l'Erau de Seta a La Mota Granda, és un canal que travessa els estanys del sud del districte de Montpeller.
- Al departament del Gard va d'Aigüesmortes fins a Bellcaire i travessa planes humides de la Petita Camarga.

El canal comença en els límits municipals de Seta i Frontinhan abans de passar prop de l'antic centre de Frontinhan. Després de rebre un canal que prové del port industrial de Seta, el canal travessa l'Estany d'Ingril. Continua i travessa les cabanes dels Aresquiers, Vic de la Gardiòla i Vilanòva de Magalona; passa entre l'Estany de Vic al nord i l'Estany de Pierre Blanche al sud. El canal arriba a l'illa de Magalona on passa per l'antiga catedral. En el recorregut separa l'Estany d'Arnel, al nord, i l'Estany del Prévost al sud.
A Palavàs, travessa el riu costaner Lez. En línia dreta passa entre l'Estany de Méjean (o de Peròus) i l'Estany del Grec, que queda al sud. Passa al costat de les urbanitzacions costaneres de Magalona i travessa el territori comunal d'aquest municipi, al sud de l'Estany de l'Or.
El Canal passa llavors al departament del Gard en una plana al sud de Macilhargues i de Sent Laurenç de Gosa. Al centre d'Aigüesmortes, creua el canal que uneix aquesta vila medieval amb Lo Grau dau Rèi. Aquí, el canal pren direcció nord-est, cap a l'interior on travessa la Petita Camarga al municipi de Vauvèrd.
Travessa tres municipis del Gard: Sant Geli, Bèlagarda et Bellcaire. Al sud de Sant-Gilles, unes rescloses permeten accedir al Roine, al nord de la Camarga.